# 阿金 (康熙进士)
阿金（约1660年代—？），字云举，郭絡羅氏，满洲镶白旗人。清朝官员，进士出身。

## 生平
康熙二十九年（1690）庚午举人，三十年辛未联捷进士（时隶镶白旗满洲傅尔敏佐领下）。师从顺治戊戌进士、文人、刑部尚书文简公王士禛，后改翰林院庶吉士，散馆授检讨、编修、日講起居注官。康熙三十八年己卯科福建乡试正考官（康熙二十一年进士潘鵬雲为副考官），此满洲翰林出典主考之始（据福格《听雨丛谈》卷3）。藏书室名“培风堂”，著有《培风堂集》。
为表弟内务府总管、康熙朝“画状元”、宫廷画师唐岱的画论《繪事發微》作序。

## 家庭
- 表弟正蓝旗满洲、内务府总管、宫廷画家唐岱。